# Receptor muscarínic
Els receptors muscarínics, o mAChRs, són receptors d'acetilcolina de la familia dels receptors acoblats a proteïnes G localitzats a la membrana cel·lular de certes neurones i altres cèl·lules. Els receptors muscarínics es diuen així per ser molt més sensibles a la muscarina que a la nicotina. La muscarina és un alcaloide que dona toxicitat a alguns bolets) imita les accions estimuladores de l'acetilcolina sobre els músculs llisos i glàndules.
En general, el paper dels receptors muscarínics és regular funcions neuronals i secretores. Al cervell (sistema nerviós central, CNS) els mAChR participen en el control motor, la regulació de la temperatura, la regulació cardiovascular i la memòria. En canvi, al sistema nerviós perifèric, els receptors muscarínics medien la contracció del múscul llis, la secreció glandular i regulen la freqüència i la força cardíaques. En aquest sistema també actuen com el principal receptor final estimulat per l'acetilcolina alliberada de fibres postgangliòniques en el sistema nerviós parasimpàtic.
El receptor muscarínic té forma de serpentina i està acoblat a una proteïna G, adenilciclasa i fosfolipasa.
Constitueix el tipus predominant de receptor colinèrgic en el cervell, on semble estar implicat en la memòria i l'aprenentatge (poden estar involucrats en trastorns com la depressió clínica i la mania). Els receptors muscarínics superen els nicotínics en un factor de deu a cent.

## Subtipus
Es coneixen cinc subtipus de receptors muscarínics, codificats pels gens CHRM1 a CHRM5. La nomenclatura per designar els receptors proteics és una M majúscula (muscarínics) seguida per un nombre en subíndex (M1–M₅). L'expressió dels mAChRs és més o menys abundant segons el tipus de teixit:
- Receptor M1, abunda a l'encèfal.
- Receptor M₂, abunda en el cor.
- Receptor M₃, es troba al teixit glandular i el múscul llis.
- Receptor M₄, abunda en el pàncrees i el pulmó.
- Receptor M₅, actua a nivell de les glàndules salivals i el múscul ciliar.

## Senyalització cel·lular
Els receptors muscarínics són activats de forma natural per l'acetilcolina, secretada durant la neurotransmissió per les neurones. Aquesta unió receptor-lligand estimula múltiples vies de senyalització intracel·lular metabotròpica. Els cinc subtipus de mAChRs es classifiquen en dos grups segons la seva senyalització.
Els subtipus imparells (M1, M₃ i M₅) tenen preferència per les proteïnes G de la classe Gq/11, que promouen l'activació de la via fosfolipasa C. Aquesta via genera diacilglicerol i inositol 1,4,5‐trisfosfat i la seva funció, entre d'altres, és estimular l'activitat de la proteïna quinasa C.
D'altra banda, els subtipus parells (M₂ i M₄) tenen preferència per les proteines G de la classe Gi/o. La seva funció és inhibir l'adenilat ciclasa i causar una reducció dels nivells d'AMP cíclic i, en conseqüència, disminuir l'activitat de la proteïna quinasa A.
| Receptor                                                                                          | Subtipus M1                                                 | Subtipus M₂                                    | Subtipus M₃                                                                             |
| ------------------------------------------------------------------------------------------------- | ----------------------------------------------------------- | ---------------------------------------------- | --------------------------------------------------------------------------------------- |
| Ubicació                                                                                          | Nervis                                                      | Cor (aurícules), nervis                        | Glàndula, múscul llis, endoteli vascular                                                |
| Transducció de senyals                                                                            | Gq/11-PLC increment de IP₃-DAG                              | Gi/o Inhibició d'AC, activació de canals de K+ | Gq/11-PLC increment d'IP₃-DAG                                                           |
| Efecte fisiològic primari                                                                         | Despolarització-excitació neuronal, secreció d'àcid gàstric | Bradicàrdia, inhibició neuronal                | Activació de secrecions, vasodil·latació, broncoespasme, relaxació dels músculs llisos. |
| Antagonistes selectius                                                                            | Pirenzepina, Diciclomina, telenzepina, trihexilfenidil      | Galamina, metoctramina                         | Darifenacin, Solifenacin                                                                |
| PLC: Fosfolipasa C, AC: Adenilat ciclasa, IP₃: 1',4',5'-trifosfat d'inositol, DAG: diacilglicerol |                                                             |                                                |                                                                                         |

## Lligands
Els lligands farmacològics són l'eina que ha permès la identificació dels receptors muscarínics. Alguns dels agonistes (activadors) muscarínics no selectius són la muscarina i l'oxotremorina.
D'altra banda, alguns dels antagonistes (inhibidors) muscarínics no selectius són l'atropina i el benzilat de 3-quinuclidinil (QNB). El posterior descobriment d'antagonistes selectius per subtipus de mAChR va facilitar la classificació i l'estudi de les seves propietats. Alguns d'aquests inhibidors selectius són la pirenzepina i l'MT-7 per l'M1; la metoctramina per l'M₂; el 1,1-dimetil-4-difenilacetoxipiperidinium (4-DAMP) per l'M₃; i finalment el MT-3 i la tropicamida per l'M₄.